# Andrés Cortés y Aguilar
Andrés Cortés y Aguilar (ur. 24 grudnia 1812 w Sewilli, zm. 16 maja 1879 tamże) – hiszpański malarz pochodzący z Sewilli.
Pochodził z rodziny o tradycjach artystycznych. Studiował w Akademii Sztuk Pięknych w Sewillii. Jego dzieła przedstawiają widoki miast Sewilli i Grenady oraz typowe dla kostumbryzmu scenki rodzajowe. Malował również pejzaże, portrety i martwe natury. Jedno z jego najbardziej znanych dzieł to La Feria de Sevilla (1856), przedstawiające kwietniowy jarmark bydła.